# Козлов, Владимир Иванович (политик)
Владимир Иванович Козлов (каз. Владимир Иванович Козлов; 1960, Актюбинск, Актюбинская область, СССР) — казахстанский политик, с 2007 года — председатель Координационного комитета «Алга!». 23 января 2012 года был арестован спецслужбами Казахстана, инкриминирующим ему ст. 164, ч. 3 УК РК по событиям в Жанаозене, в октябре был приговорён судом к 7,5 годам тюрьмы с конфискацией имущества
по статьям 164, пункт 3 («разжигание социальной вражды»),
170, пункт 2 («призывы к свержению конституционного порядка»),
235, пункт 1 («создание и руководство организованной группой в целях совершения одного или нескольких преступлений, а также участие в такой группе»). В 2016 году был условно-досрочно освобождён.

## Биография
Владимир Иванович Козлов родился 10 августа 1960 году в Актюбинске.
В 1962 году семья, вслед за отцом, получившим «комсомольскую путёвку», переехала на Мангышлак, строить новый город Шевченко (Актау).
После окончания средней школы (10 классов) в 1977 году, и получения специальности «энергоснабжение промышленных предприятий», работал на урановом карьере рудоуправления Прикаспийского горно-металлургического комбината (ПГМК).
С 1983 по 1990 годы — служба в межрегиональном спасательном отряде в должности командира отделения спасателей.
С 1990 года в телевидении. Прошёл путь от ассистента видеооператора до директора телекомпании.
В 1991 году, с группой единомышленников, организовал первый частный кабельный телевизионный канал «АКТиВи».
После слияния двух телекомпаний, стал главным редактором и совладельцем частной эфирной телекомпании «Актау-Лада», в которой проработал до 1996 года.
1996—1998 годы — совладелец и один из руководителей рекламного и PR-агентства.
В 1998—2001 годах — помощник президента «Мангистауской промышленной компании» (МПК) по связям с общественностью. Процедура реабилитации Мангышлакского атомного энергокомбината (МАЭК), кризисный PR.
В январе 2001 года был приглашён руководителями РОО «Демократический выбор Казахстана» (Мухтар Аблязовым и Галымжан Жакияновым) в Алматы, для организации пресс-службы и PR-деятельности общественного объединения.
В 2003 году был избран членом Политсовета РОО ДВК, в 2004 году — членом Бюро Политсовета НП ДВК.
Решение серьёзно заняться политикой Козлов принял во время визита на Украину в 2004 году. Оранжевая революция стала для него примером мирной мобилизации общества для защиты демократических ценностей и политического самоопределения.
С 2005 года — член Президиума Политсовета Народной партии «АЛГА!» (ДВК), член Президиума Политсовета РОО «Блок демократических сил "За справедливый Казахстан"».
С 2007 года — Председатель Координационного комитета НП «Алга!».
22 октября 2010 года Козлов заявил о своём намерении выставить свою кандидатуру на проходящих в 2011 году досрочных президентских выборах. 27 октября во время пресс-конференции в Алма-Ате его забросали яйцами члены движения «Желтоксан» в знак протеста против незнания Козловым казахского языка. После объявления даты выборов Владимир Козлов заявил, что не будет выдвигать свою кандидатуру в связи с недостатком времени для изучения государственного языка.
Когда в середине 2011 году в Жанаозене вспыхнула забастовка, партия «Алга!» под руководством Козлова первая начала поставлять воду и палатки бастующим работникам. Он лично организовал среди бастующих семинары, направленные на сохранение мирного характера протестов, в том числе путем избежания провокаций служб безопасности.
После трагического подавления забастовки Козлов обратился за помощью к международному сообществу. Во время встречи 17-19 января 2012 года с депутатами Европейского парламента и членами Европейской комиссии он призывал к началу диалога, проведению международного расследования событий в Жанаозене, произошедших в декабре 2011 года, а также предостерегал от избрания насилия и силовых решений в качестве пути нормализации обстановки в стране.
Сразу же после возвращения в Казахстан 23 января 2012 года арестован спецслужбами Казахстана, инкриминирующим ему ст. 164, ч. 3 УК РК по событиям в Жанаозене.

## Награды
Лауреат премии «Свобода» 2011 года. Церемония награждения премией «Свобода» прошла 24 января 2012 года без вручения — Козлов находился под арестом.

## Уголовное преследование
23 января 2012 года прошли обыски в доме В. Козлова, в доме родителей его жены, а также в офисе возглавляемой им партии. После обыска он был задержан. 26 января выездной суд Алмалинского района Алматы в здании СИЗО ДКНБ Алматы вынес решение об аресте Козлова на 2 месяца.
В 2012 году был обвинён в «совершение умышленных действий, направленных на возбуждение социальной розни, путём распространения литературы и иных носителей информации, пропагандирующих социальную рознь, повлёкшие тяжкие последствия» и находится под арестом. Владимиру Козлову также инкриминируется статья 170 часть 2 (кстати, «чисто политическая» статья). Также Владимиру Козлову вменяется ст статьи 235**, в ней речь идёт об организации и участии в организованной преступной группе.

## Судебное преследование по политическим мотивам и реакция международных правозащитников
16 августа 2012 года в Мангистауском областном суде в городе Актау начался судебный процесс над руководителем партии «Алга!», оппозиционным политиком Владимиром Козловым, а также активистом общественного движения «Халык Майданы — Народный фронт Казахстана» Сериком Сапаргали и лидером рабочих Акжанатом Аминовым.
Первое заседание суда по уголовному делу Владимира Козлова, Серика Сапаргали и Акжаната Аминова, как и ожидалось, началось почти скандально. В первой половине дня председательствующий судья Мырзабеков отклонил все ходатайства стороны защиты. Адвокаты в ответ потребовали отвод судье. Наблюдатели и журналисты не отрывались от блокнотов, а блогеры — от сотовых телефонов, через которые присылали информацию в интернет: они оставались включёнными, хотя всех остальных попросили мобильники отключить. Лидер партии «Алга!» Владимир Козлов заявил, что обвинения сфабрикованы.
21 августа 2012 года Владимир Козлов сделал в суде Актау заявление о том, что когда он отсутствует в камере СИЗО, там бывает кто-то из посторонних. Также оппозиционный политик рассказал в суде о грязной кампании, развёрнутой в интернете против его жены Алии Турусбековой: «Сами работники СИЗО приносили мне распечатки грязных статей и комментариев в отношении моей жены, — сказал Владимир Козлов. — Когда я отсутствую в камере, там бывает кто-то из посторонних людей, и я не исключаю, что, учитывая всё, что сейчас происходит вокруг моей семьи, могут быть провокации. Мне могут подбросить в камеру всё, что угодно. Прошу суд разобраться и обеспечить безопасность».
Адвокат Владимира Козлова Алексей Плугов озвучил на суде ходатайство о допросе как свидетелей защиты председателя редколлегии газеты «Голос республики» Ирины Петрушовой, редактора газеты «Взгляд» Игоря Винявского, вице-президента польского фонда «Открытый диалог» Людмилы Козловской и политика Мухтара Аблязова. Необычность ситуации заключается в том, что все они готовы дать показания через видеоконференцию программы «Скайп». Случай в судебной практике Казахстана редкий, но не единственный. Напомним, что ранее в деле 37-ми осуждённых за беспорядки нефтяников, посредством «Скайпа» показания давали некие секретные свидетели, чьи лица были закрыты, а голоса изменены. Суд принял во внимание их показания. В отличие от свидетелей обвинения в деле нефтяников, свидетели защиты Владимира Козлова готовы выступать открыто и уже выслали в распоряжение суда копии документов и свои скайп-контакты. На суде же по «делу Козлова» Судья Мырзабеков оставил ходатайство без удовлетворения.
На суде в Актау был допрошен депутат Европарламента Петр Борис, который рассказал суду о личном знакомстве с лидером оппозиционной партии «Алга!» Владимиром Козловым: «Он несколько раз участвовал в собраниях в Европарламенте. Он рассказывал о событиях в Жанаозене, о том, что произошедшее — это трагедия и расследование должно быть проведено транспарентно и до конца. Он обратил наше внимание, что это очень важно для казахстанского общества, чтобы международные организации уделяли должное внимание этим событиям». По словам депутата Европарламента, для любой политической партии, в том числе оппозиционной, каждой страны Евросоюза работа с людьми по трудовым и социальным конфликтам является нормальной практикой. Судья Бердыбек Мырзабеков отказал Маркусу Лёнингу, уполномоченному по правам человека правительства Германии, в просьбе встретиться с подсудимыми в присутствии судебных приставов и адвокатов. «Не могу удовлетворить просьбу», — ответил судья и прекратил разговор на эту тему, распорядившись вызвать для допроса очередного свидетеля.
Депутат Европарламента Марек Мигальский призвал казахские власти прекратить уголовное преследование Владимира Козлова, которое, по его словам, является политически мотивированным. Наблюдатели за судебным процессом Ирина Виртосу и Алёна Лунева, а также известный правозащитник Евгений Жовтис заявляют: характер обвинений и доказательств против подсудимых говорит о том, что их привлекают к уголовной ответственности за ведение оппозиционной деятельности, что в европейских странах считается нормой.
6 сентября 2012 года показания по делу Владимира Козлова даёт главный редактор газеты «Республика» Татьяна Трубачева: «Я работаю в газете „Голос республики“, приехала поддержать Владимира Козлова. А во-вторых, я приехала, чтобы сказать, что мы возмущены тем, как нас поливают грязью здесь».
Прокурор запросил для В. Козлова наказание в виде 9 лет лишения свободы с конфискацией имущества, для активистов оппозиции Акжаната Аминова и Серика Сапаргали 5 и 4 года лишения свободы соответственно.
25 сентября — 27 сентября 2012 года Владимир Козлов, выступая в прениях, опровергает обвинение о том, что его действия привели 16 декабря 2011 года к кровавым событиям в Жанаозене, в результате которых погибли 16 человек и десятки ранены. Он прокомментировал некоторые видеокадры из Интернета, которые показывают стреляющих полицейских в Жанаозене. «Вы видели там женщину, которая в прострации в белом пальто идёт между шеренгой автоматчиков и убегающими людьми. Она идёт, ничего не понимая. Эта женщина Жанара Сактаганова. Я разговаривал с ней после 16 декабря. Меня поразило, как она рассказывала. Она говорит, что никто на площади не мог себе представить, что в них будут стрелять боевыми патронами. Даже когда прозвучали первые выстрелы, они думали, что это резиновые пули». Владимир Козлов заявил, что отказывается брать на себя вину за преступления, которые совершили другие люди. Он говорит об ответственности полицейских и казахстанских властей за жанаозенскую трагедию. По его словам, «когда в Жанаозене убивали, в Астане танцевали». «Двести полицейских, а именно это число было названо Айткуловым, Ешмановым и Сарбопеевым по состоянию на утро 16 декабря, расстреляли граждан, убегавших от них. И я не согласен, что меня делают причастным к этому очень не хорошему делу». Также Владимир Козлов опроверг обвинение в том, что он настраивал нефтяников против президентской партии «Nur Otan», власти и провластных СМИ, дестабилизировал таким образом обстановку и довёл ситуацию в Жанаозене до массовых беспорядков. Он ссылается на показания о том, что нефтяники были разочарованы тем, что «Nur Otan» бездействует, не принимает участия в решении их проблемы, что нефтяники имели основание не доверять сотрудникам полиции и прокуратуры. Владимир Козлов также заявил о неверности выводов экспертов-психологов о том, что в партийно-политической иерархии Мухтар Аблязов был на первом месте, затем — Муратбек Кетебаев, затем Владимир Козлов, который руководил Болатом Атабаевым, Жанболатом Мамаем и другими.
1 октября 2012 года Владимир Козлов выступил в суде Актау с последним словом: «Этот процесс беспрецедентный для Казахстана: впервые политическую оппозицию судят за её политическую деятельность… Всё это я говорю здесь, как гражданин этой страны, потому что считаю: это не последнее моё слово. И я знаю: нам, политической оппозиции, которая хочет видеть свою Родину безопасной и комфортной для проживания, придётся очень много сделать для этого. Если не при этой власти, то при другой. Несправедливое, внеправовое и неправедное обвинение не сможет убедить ни меня, ни моих друзей в том, что мы не правы. Мы будем продолжать своё справедливое дело, потому что история всегда нуждается в тех, кто крутит педали, даже тогда, когда им вставляют палки в колёса».
8 октября 2012 года лидер казахстанской оппозиции Владимир Козлов был приговорён судом к 7,5 годам тюрьмы с конфискацией имущества. Оппозиционный политик Серик Сапаргали и гражданский активист Акжанат Аминов осуждены условно. После вынесения судебного решения по «делу оппозиции», по каналам «Хабар» и «Казахстан» был продемонстрирован фильм о Владимире Козлове «„Алга“ и Деньги». В недельной программе каналов показ этого фильма не был объявлен. Нет никакой информации ни об авторе, ни о творческой группе фильма.
Human Rights Watch опубликовала у себя на сайте заявление, в котором правозащитники осудили решение суда по делу Владимира Козлова. «Осуждение оппозиционного лидера Владимира Козлова на семь с половиной лет тюрьмы наносит удар по свободе выражения мнений и политического плюрализма в Казахстане», — говорится в заявлении Human Rights Watch. По мнению эксперта международной правозащитной организации по Европе и Центральной Азии Миры Ритман, Козлов платит слишком высокую цену за публичную критику правительства Казахстана и этим обвинительным приговором власти республики просто пытаются заставить замолчать своего политического оппонента и партию «Алга!» — один из немногих голосов оппозиции. В заявлении правозащитников говорится о многочисленных нарушениях как во время следствия по делу, так и во время самого судебного процесса по «делу Козлова». Human Rights Watch особо подчеркнула, что в заявлении, опубликованном 25 января 2012 года Генеральной прокуратурой Казахстана, говорится о том, что власти считают одной из причин массовых беспорядков в Жанаозене активные усилия некоторых людей, которые пытались убедить уволенных работников продолжать акцию протеста. Однако «убеждать уволенных рабочих продолжать акцию протеста, поддерживать их через публичные заявления в СМИ или в докладах международных организаций, таких как Европейский парламент, является законными действиями в рамках права на свободу слова, а не преступлением», отметила Human Rights Watch. Авторы заявления акцентировали также внимание на расследовании КНБ, которое было покрыто «мраком и тайной», а после адвокату Козлова был дан всего один день для ознакомления с 700-страничным обвинительным заключением. Обратили внимание и на особенности перевода во время суда с казахского на русский язык, который, как заявили правозащитники, был неполным. По мнению правозащитников, суд должен был обеспечить справедливое судебное разбирательство для оппозиционеров, но оно не соответствовало международным стандартам. Они считают, что суд делал всё, чтобы усложнить работу защиты Козлова. Подверглись критике и выводы экспертов, потому как мало того, что в качестве доказательств использовали материалы, добытые весьма сомнительными с точки зрения закона способами, так ещё и заключения делались на основе выдернутых из общего контекста фраз, диалогов, а не на основе анализа общего объёма предоставленных материалов. Такая избирательность, по мнению Human Rights Watch, ведёт к искажению смысла в ущерб анализу, что ставит под сомнение справедливость заключений. «Суд не сделал ничего для того, чтобы развеять опасения, что это дело надуманное и политически мотивированное», — пришла к выводу Мира Ритман. Международные правозащитники уверены, что казахстанским властям пора начать соблюдать обязательства по обеспечению свободы слова в стране и остановить злоупотребление уголовным законодательством. Кроме Human Rights Watch приговор Владимиру Козлову раскритиковали и другие международные правозащитные организации. В их числе — Freedom House.
19 ноября 2012 года судья Мангистауского областного суда вынес постановление по апелляционной жалобе оппозиционного политика, оставив приговор суда первой инстанции без изменений.

## Условно-досрочное освобождение
4 августа 2016 года решением Капчагайского городского суда Алматинской области вынесено решение об условно-досрочном освобождении Владимира Козлова: «Ходатайство осуждённого Козлова Владимира Ивановича о его условно-досрочном освобождении удовлетворить. Освободить осуждённого Козлова условно-досрочно на оставшийся срок 2 года 11 месяца 4 дня».

## Семья
Жена — Алия Турусбекова. Четверо сыновей и две дочери.
- Брат — Дмитрий Козлов живёт в Санкт-Петербурге[23].